# Земовит І
Земовит I (пол. Siemowit /Ziemowit I); бл. 1215 — 23 червня 1262) — князь Черський (1247—1262), Плоцький (1248—1262), Мазовецький (1248—1262) і Серадзький (1259—1260), молодший син князя Мазовецького Конрада I і української княжни Агафії Святославівни Сіверської з династії Ольговичів. Онук Святослава Ігоровича, князя Волинського. 
По батьківській та материнській лінії був нащадком Великих князів Київських Володимира Святого та Ярослава Мудрого.

## Імена
- Земовит I (пол. Siemowit /Ziemowit I) — у західній історіографії з номером правителя.
- Земовит I Мазовецький (пол. Siemowit /Ziemowit I Mazowiecki) — за назвою князівства.
- Земовит Конрадович — в українській історіографії[1].

## Біографія
У 1247 році після смерті свого батька повинен був отримати Сєрадзьке, Ленчицьке і Черське князівства. Проте, скориставшись хаосом у 1247 році більшу частину цих територій захопив брат Земовита — Казимир Куявський. Земовит зміг зберегти Черське князівство тільки при військовій підтримці іншого брата, Болеслава Мазовецького.
Навесні 1248 року бездітний Болеслав I несподівано помер, і за його заповітом Земовит отримав решту Мазовії разом з Плоцьком та Візною. Після цього він якийсь час уникав відкритих конфліктів з Казимиром Куявським, зосередившись на вирішенні прикордонних питань з руськими князівствами, ятвягами і Тевтонським орденом.
Однією з головних його проблем були руйнівні набіги на його територію ятвягів. Восени 1248 року Земовит разом з князями Болеславом V Сором'язливим, Данилом Галицьким і Васильком Волинським, здійснив успішний військовий похід на ятвягів. Ця перемога дозволила зняти загрозу від ятвязьких набігів на кілька років. Незабаром, для зміцнення союзу, Земовит одружився з дочкою Данила Галицького, Переяславою. У 1253 і 1255 роках разом з союзниками зробив ще два військових походи проти ятвягів.
У 1254 році в Рацьонжі Земовит і Данило Галицький уклали договір з Тевтонським орденом про розподіл ятвязької землі між Мазовією, Руським королівством і Орденом. У 1257 і 1260 роках князь Мазовецький двічі підтверджував мирні договори з Тевтонським Орденом. Втім зрештою Земовит не отримав нових земель та зміцнення кордонів, оскільки після послаблення ятвягів посилилося Литовське князівство.
Водночас складними залишалися стосунки з Куявією. У грудні 1254 року, коли Земовит і його дружина Переяслава повернулися з Кракова зі святкування канонізації Святого Станіслава Щепановського, вояки Казимира Куявського захопили їх у полон і запроторили до Сєрадзького замку. У наступному 1255 році їх було звільнено після втручання короля Болеслава V Сором'язливого в обмін на обіцянку підтримати Казимира Куявського у війні проти Святополка II, князя Східної Померанії. Бойові дії проти Святополка були проведені в наступному році.
У 1259 році Земовит увійшов до коаліції, яку створив Генрик II Побожний, князь Великопольщі, проти Казимира Куявського. До неї також долучилися Болеслав V Сором'язливий, і син Данила Галицького Роман. Після перемоги союзників Земовит отримав Сєрадзьке князівство. Втім незабаром, згідно з мирним договором, Сєрадзь було переданий старшому синові Казимира — Лешеку Чорному. 
Навесні 1262 року до  Мазовії несподівано вдерлися литовці під командуванням великого князя Литовського Міндовга. Раптовість удару дозволила їм практично не зустрівши опору, спалити Плоцьк, перетнути Віслу і взяти в облогу замок Уяздів, де знаходився Земовит разом зі старшим сином Конрадом. Вони могли б витримати облогу і дочекатися приходу союзників, але зрадники з числа міщан впустили у місто ворожі війська. У подальшій метушні бою мазовецького князя було вбито. Є також версія, що він був страчений за наказом свого шурина Шварна Даниловича.
Старший син Земовита, Конрад був взятий в полон і відведений в Литву. Новим мазовецьким князем став молодший син Болеслав II, а регентом при ньому князь Болеслав Побожний.

## Сім'я
- Дружина: Переяслава (?—1283), донька руського короля Данила Романовича з дому Романовичів.
- Діти:
  - Конрад II (бл. 1250—1294), князь Мазовецький, Черський і Плоцький,
  - Болеслав II Мазовецький (1251—1313), князь Мазовецький, Плоцький і Черський,
  - Соломія, черниця.

### Родовід
|  |                                                   |  |  |  |  |  |  |  |  |  |  |  |  |  |  |  |
|  | 8. Болеслав ІІІ, польський князь                  |  |  |  |  |  |  |  |  |  |  |  |  |  |  |  |
|  |                                                   |  |  |  |  |  |  |  |  |  |  |  |  |  |  |  |
|  |                                                   |  |  |  |  |  |  |  |  |  |  |  |  |  |  |  |
|  | 4. Казимир II Справедливий                        |  |  |  |  |  |  |  |  |  |  |  |  |  |  |  |
|  |                                                   |  |  |  |  |  |  |  |  |  |  |  |  |  |  |  |
|  |                                                   |  |  |  |  |  |  |  |  |  |  |  |  |  |  |  |
|  | 9. Соломія з Берґу                                |  |  |  |  |  |  |  |  |  |  |  |  |  |  |  |
|  |                                                   |  |  |  |  |  |  |  |  |  |  |  |  |  |  |  |
|  |                                                   |  |  |  |  |  |  |  |  |  |  |  |  |  |  |  |
|  | 2. Конрад I Мазовецький, польський князь          |  |  |  |  |  |  |  |  |  |  |  |  |  |  |  |
|  |                                                   |  |  |  |  |  |  |  |  |  |  |  |  |  |  |  |
|  |                                                   |  |  |  |  |  |  |  |  |  |  |  |  |  |  |  |
|  | 10. Ростислав Мстиславич, великий князь київський |  |  |  |  |  |  |  |  |  |  |  |  |  |  |  |
|  |                                                   |  |  |  |  |  |  |  |  |  |  |  |  |  |  |  |
|  |                                                   |  |  |  |  |  |  |  |  |  |  |  |  |  |  |  |
|  | 5. Олена Ростиславна                              |  |  |  |  |  |  |  |  |  |  |  |  |  |  |  |
|  |                                                   |  |  |  |  |  |  |  |  |  |  |  |  |  |  |  |
|  |                                                   |  |  |  |  |  |  |  |  |  |  |  |  |  |  |  |
|  | 11. Невідома                                      |  |  |  |  |  |  |  |  |  |  |  |  |  |  |  |
|  |                                                   |  |  |  |  |  |  |  |  |  |  |  |  |  |  |  |
|  |                                                   |  |  |  |  |  |  |  |  |  |  |  |  |  |  |  |
|  | 1. Земовит І, мазовецький князь                   |  |  |  |  |  |  |  |  |  |  |  |  |  |  |  |
|  |                                                   |  |  |  |  |  |  |  |  |  |  |  |  |  |  |  |
|  |                                                   |  |  |  |  |  |  |  |  |  |  |  |  |  |  |  |
|  | 12. Ігор Святославич, чернігівський князь         |  |  |  |  |  |  |  |  |  |  |  |  |  |  |  |
|  |                                                   |  |  |  |  |  |  |  |  |  |  |  |  |  |  |  |
|  |                                                   |  |  |  |  |  |  |  |  |  |  |  |  |  |  |  |
|  | 6. Святослав, волинський князь                    |  |  |  |  |  |  |  |  |  |  |  |  |  |  |  |
|  |                                                   |  |  |  |  |  |  |  |  |  |  |  |  |  |  |  |
|  |                                                   |  |  |  |  |  |  |  |  |  |  |  |  |  |  |  |
|  | 13. Єфросинія Ярославна                           |  |  |  |  |  |  |  |  |  |  |  |  |  |  |  |
|  |                                                   |  |  |  |  |  |  |  |  |  |  |  |  |  |  |  |
|  |                                                   |  |  |  |  |  |  |  |  |  |  |  |  |  |  |  |
|  | 3. Агафія Святославна, волинська князівна         |  |  |  |  |  |  |  |  |  |  |  |  |  |  |  |
|  |                                                   |  |  |  |  |  |  |  |  |  |  |  |  |  |  |  |
|  |                                                   |  |  |  |  |  |  |  |  |  |  |  |  |  |  |  |
|  | 14. Рюрик Ростиславич, великий князь київський    |  |  |  |  |  |  |  |  |  |  |  |  |  |  |  |
|  |                                                   |  |  |  |  |  |  |  |  |  |  |  |  |  |  |  |
|  |                                                   |  |  |  |  |  |  |  |  |  |  |  |  |  |  |  |
|  | 7. Ярослава, київська князівна                    |  |  |  |  |  |  |  |  |  |  |  |  |  |  |  |
|  |                                                   |  |  |  |  |  |  |  |  |  |  |  |  |  |  |  |
|  |                                                   |  |  |  |  |  |  |  |  |  |  |  |  |  |  |  |
|  | 15. Анна Юріївна                                  |  |  |  |  |  |  |  |  |  |  |  |  |  |  |  |
|  |                                                   |  |  |  |  |  |  |  |  |  |  |  |  |  |  |  |
|  |                                                   |  |  |  |  |  |  |  |  |  |  |  |  |  |  |  |